# Selago myriophylla
Selago myriophylla är en flenörtsväxtart som beskrevs av O.M. Hilliard. Selago myriophylla ingår i släktet Selago och familjen flenörtsväxter. Inga underarter finns listade i Catalogue of Life.